# Dr. C. Otto & Comp.

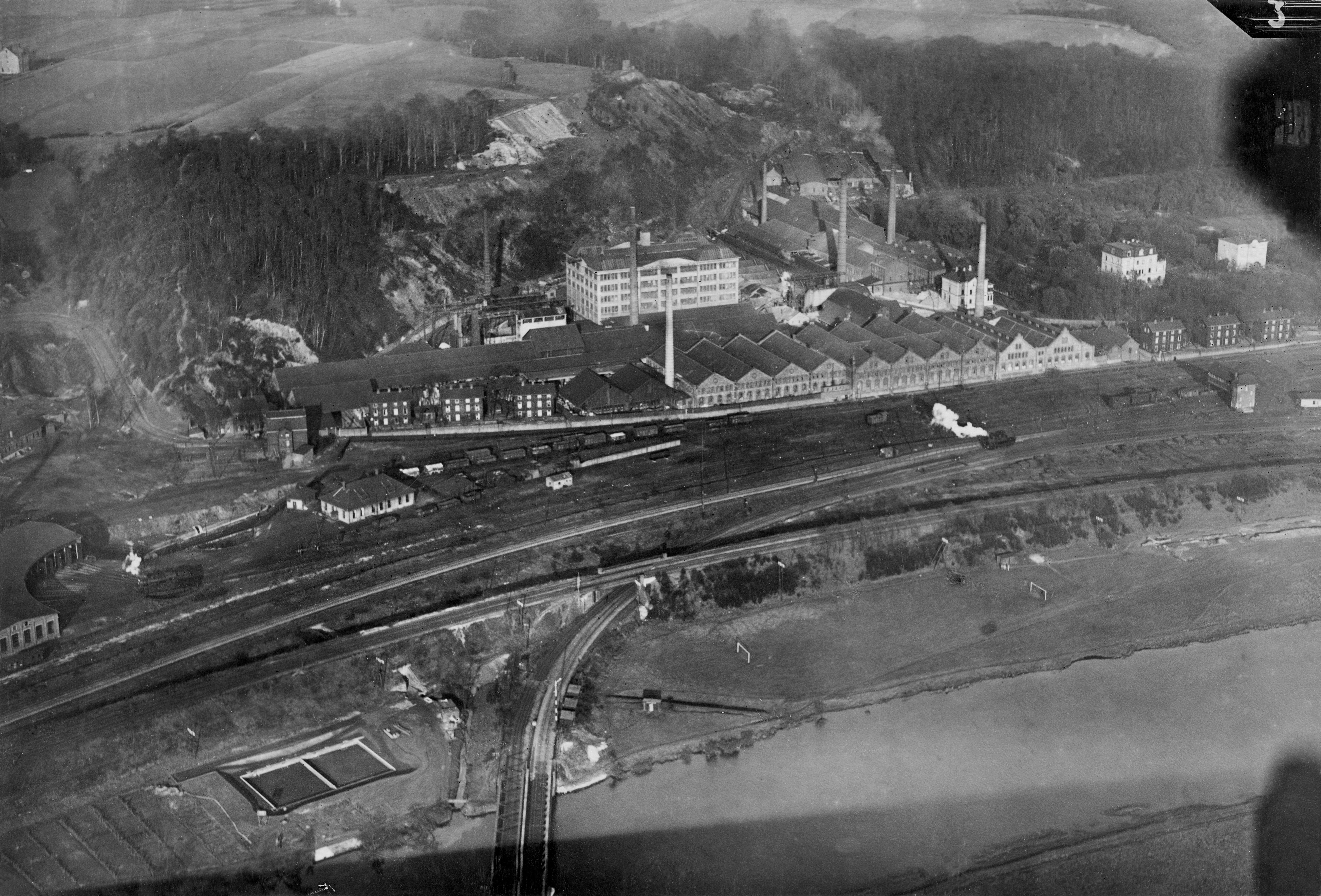
Luftbild von Dr. C. Otto, ca. 1926 bis 1938

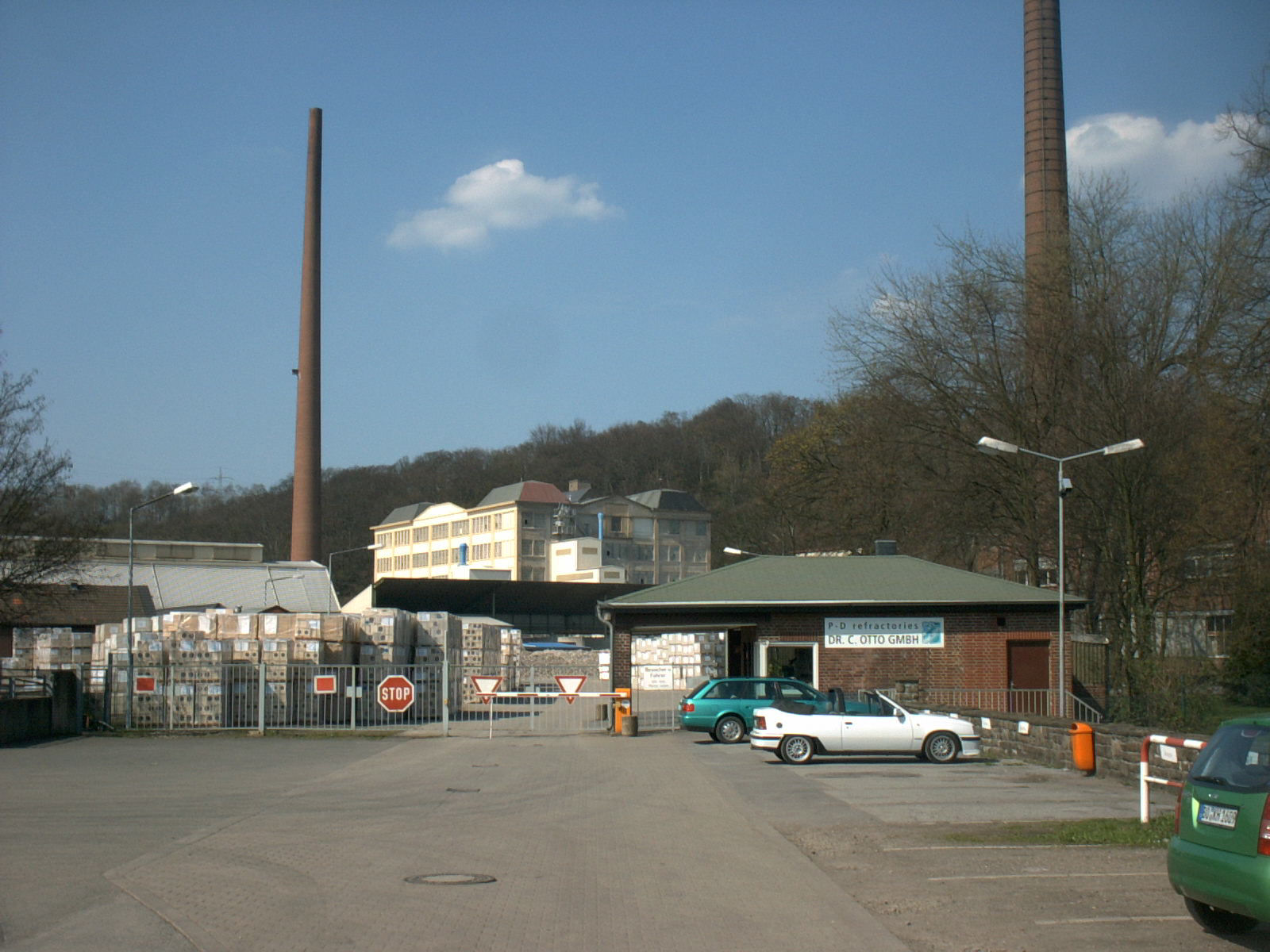
Dr. C. Otto in Bochum, Haupteingang und Steine für den Export

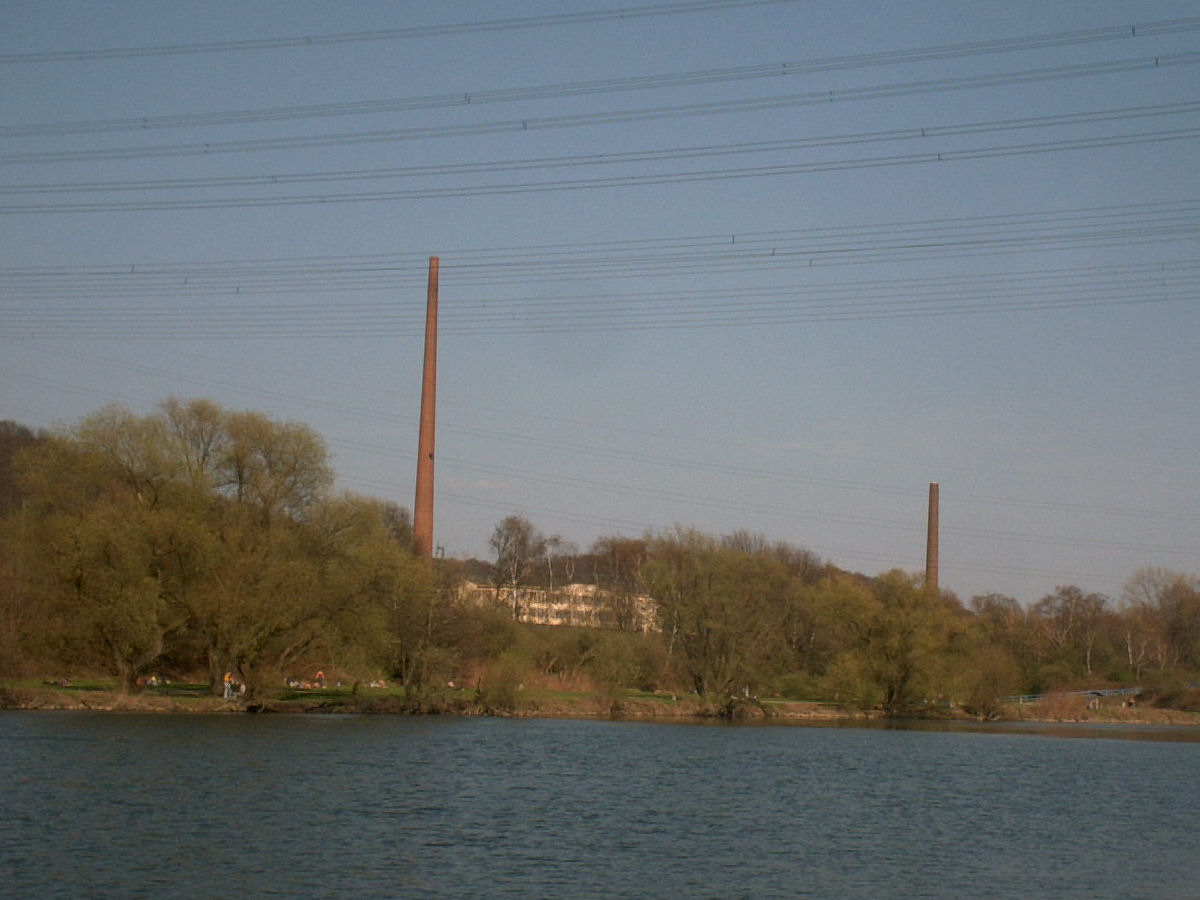
Dr. C. Otto in Bochum, von der Ruhr aus

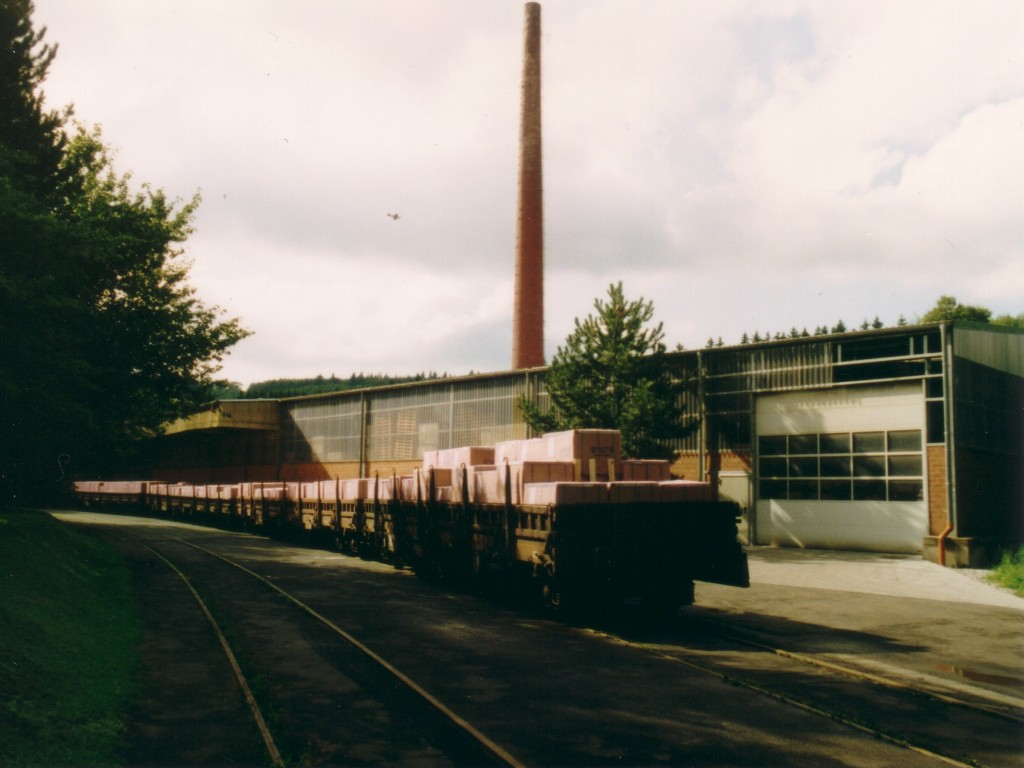
„Westerwälder Thonindustrie“ in Breitscheid

Dr. C. Otto & Comp. war ein Unternehmen mit Standorten in Bochum und Breitscheid. Später wurde das Unternehmen als Dr. C. Otto Feuerfest GmbH weiterbetrieben, alleiniger Gesellschafter war die Preussag. Der Stammsitz des Unternehmens in Bochum-Dahlhausen wird heute als Standort Dr. C. Otto (P-D Refractories GmbH Dr. C. Otto) durch die Preiss-Daimler P-D Refractories weiter betrieben, nachdem diese das Unternehmen im Jahr 2002 vom vorherigen Eigentümer gekauft hatte.

## Geschichte
Am 1. August 1872 gründeten der Chemiker Carlos Otto, der Bergwerksdirektor Wilhelm Hiby (jun.) aus Burgaltendorf, dessen Vater Wilhelm Hiby (sen.), Besitzer des Hofes Unterste Pöting in Obersprockhövel, der Wittener Unternehmer Louis Constanz Berger und der Duisburger Hüttendirektor Franz Giesse vor dem Amtsgericht in Hattingen eine Gesellschaft unter der Firma Dr. C. Otto & Comp. in Dahlhausen (Ruhr) bei Bochum.
Zweck der Gesellschaft war die fabrikmäßige Herstellung und Verwertung von feuerfesten Produkten aller Art, die Fabrikation und Verwertung von Koks, sowie die Gewinnung und Verwertung sämtlicher Rohmaterialien und Zwischenprodukte dieser Fabrikationen.
Grund der Ansiedlung im hochwassergefährdeten Dahlhausen, damals eine kaum besiedelte Bauerschaft, war ein Vorkommen von Ruhrsandstein, der hier in einem Steinbruch abgebaut wurde. Ein Standortvorteil in Dahlhausen war die im Bau befindliche Ruhrtalbahn. Die Gesellschaft entwickelte sich zum weltweit führenden Unternehmen im Koksofenbau, da sie Anfang der 1880er Jahre die Gewinnung der Kohlenwertstoffe (Teer, Ammoniak, Benzol und Gas), die bei der Verkokung anfallen, einführte. Erste Versuche auf der Wattenscheider Zeche Holland 1881 waren noch wegen Unwirtschaftlichkeit erfolglos geblieben, mit verbesserter Konstruktion ging die erste Anlage 1883 auf dem Schacht Thies der Zeche Pluto in Wanne-Eickel in Betrieb. Die Bergwerksgesellschaften selbst maßen diesem Geschäftszweig zunächst keine Bedeutung bei, weswegen das Unternehmen Dr. C. Otto & Comp. diese Anlagen auf eigene Kosten errichtete und für zehn Jahre oder länger auf eigene Rechnung mit geringer Beteiligung der Zechen betrieb. Der einsetzende Boom der Kohlechemie verhalf zu starker Expansion, auch wenn die Zechen nach und nach die Kokerei-Nebenbetriebe angesichts der Gewinne in eigene Hand nahmen und Dr. C. Otto & Comp. „nur“ noch den Anlagenbau übernahm. Bis zur Seeblockade des Deutschen Reichs im Ersten Weltkrieg baute das Unternehmen aber mehr Koksöfen ohne Nebenproduktengewinnung als mit diesen. Von 1872 bis 1951 wurden weltweit mehr als 48.000 Koksöfen durch das Unternehmen gebaut. Auch beim Bau des Stahlwerkes in Rourkela, Indien, war die Firma Dr. C. Otto & Comp. Ende der 1950er/Anfang der 1960er Jahre beteiligt. Heute baut das Unternehmen Öfen vorwiegend für Aluminiumhütten, für Müllverbrennungsanlagen und für Anlagen der petrochemischen Industrie.

## Kooperationen, Tochtergesellschaften
In den 1980er Jahren gab es Schließungen (in Bendorf) und Übernahmen. Eine gemeinsame Gesellschaft gab es seit den 1980er Jahren mit dem Unternehmen Still: die Still Otto GmbH war Spezialist zur Kokerei-Ausrüstung, mit Unternehmenssitz in Bochum-Ehrenfeld. Still Otto ging Anfang der 2000er-Jahre in der Dortmunder Anlagenbau-Gesellschaft ThyssenKrupp Uhde GmbH auf, die im Zuge der Neuordnung der Anlagenbau-Aktivitäten bereits den Still-Otto-Konkurrenten auf dem Kokerei-Sektor, die Essener Koppers GmbH geschluckt hatte. Diese Unternehmen sind inzwischen Tochtergesellschaften von ThyssenKrupp.
In Bochum und in Breitscheid ist das Unternehmen als Mitglied der Unternehmensgruppe Preiss-Daimler auch heute noch mit Feuerfest-Erzeugnissen aktiv.
Im März 2014 wurde das Unternehmen in die Route der Industriekultur, Themenroute Bochum aufgenommen.

## Naturschutzgebiet
2020 wurde in Bochum-Dahlhausen das Naturschutzgebiet Dr.-C.-Otto-Wald und Hörsterholz als Naturschutzgebiet ausgewiesen, in dem ein Bach namens Dr.-C.-Otto-Siepen fließt.